# Dichocarpum stoloniferum
Dichocarpum stoloniferum är en ranunkelväxtart som först beskrevs av Carl Maximowicz, och fick sitt nu gällande namn av Wen Tsai Wang och Hsiao. Dichocarpum stoloniferum ingår i släktet Dichocarpum och familjen ranunkelväxter. Inga underarter finns listade i Catalogue of Life.

## Bildgalleri

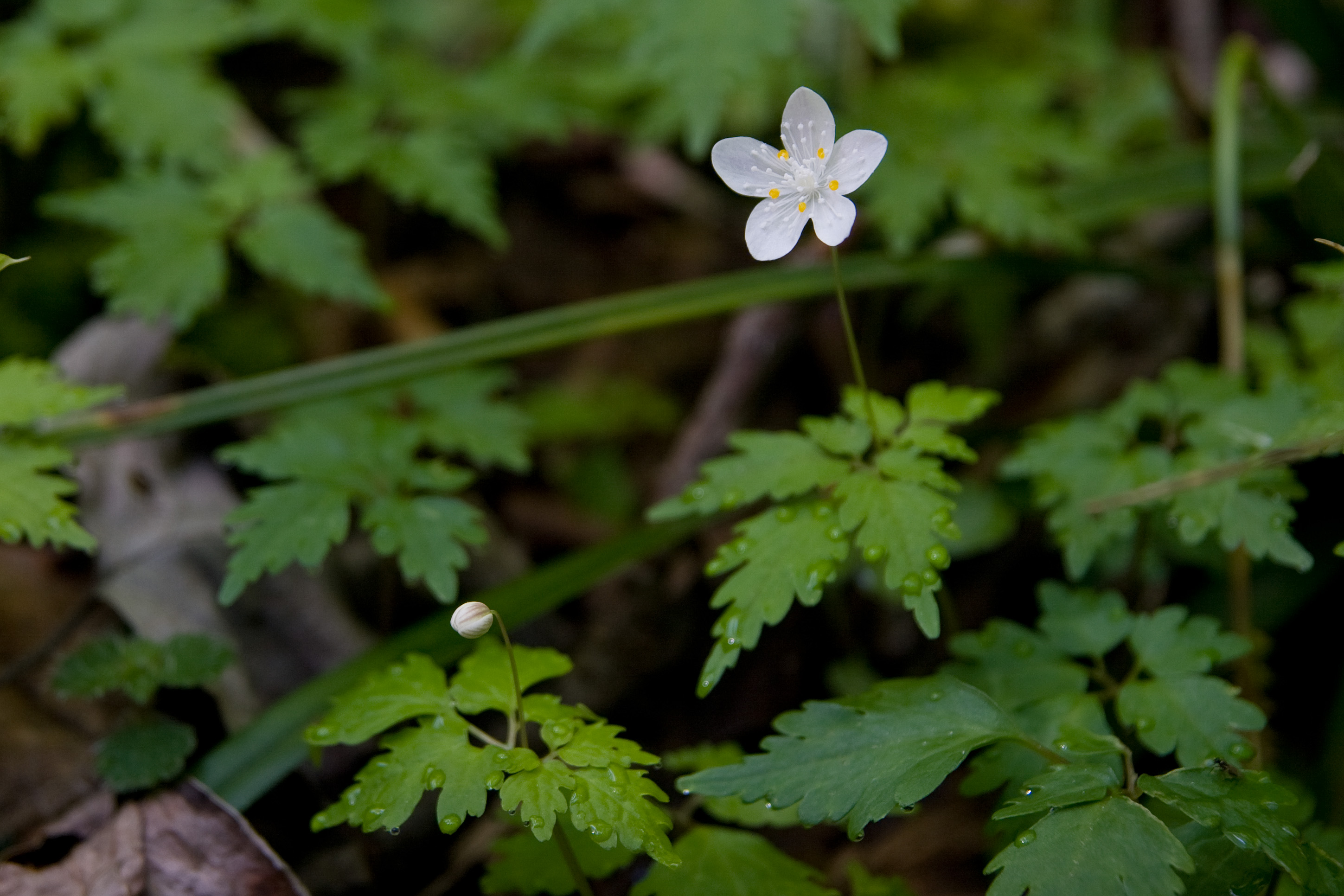
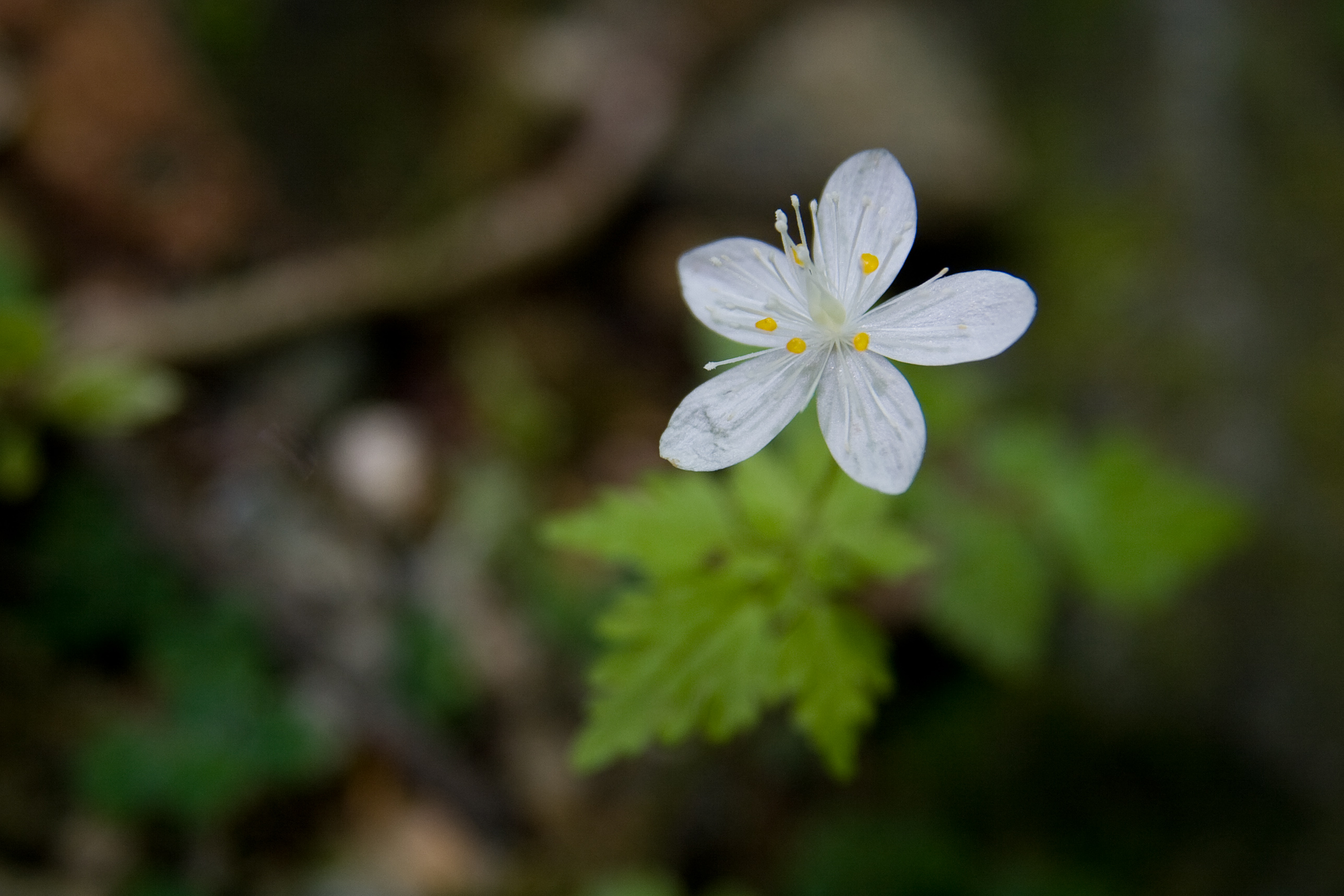
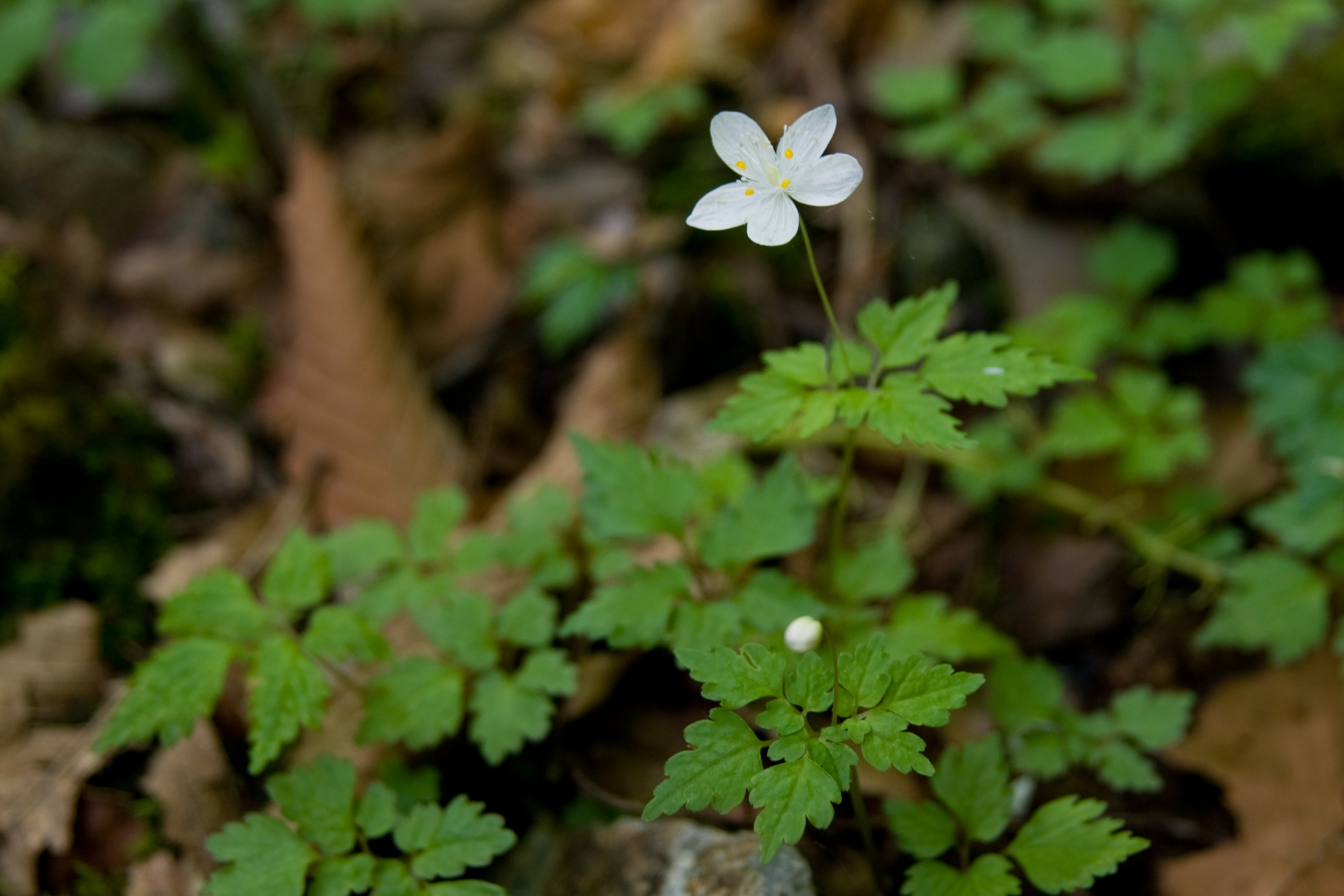
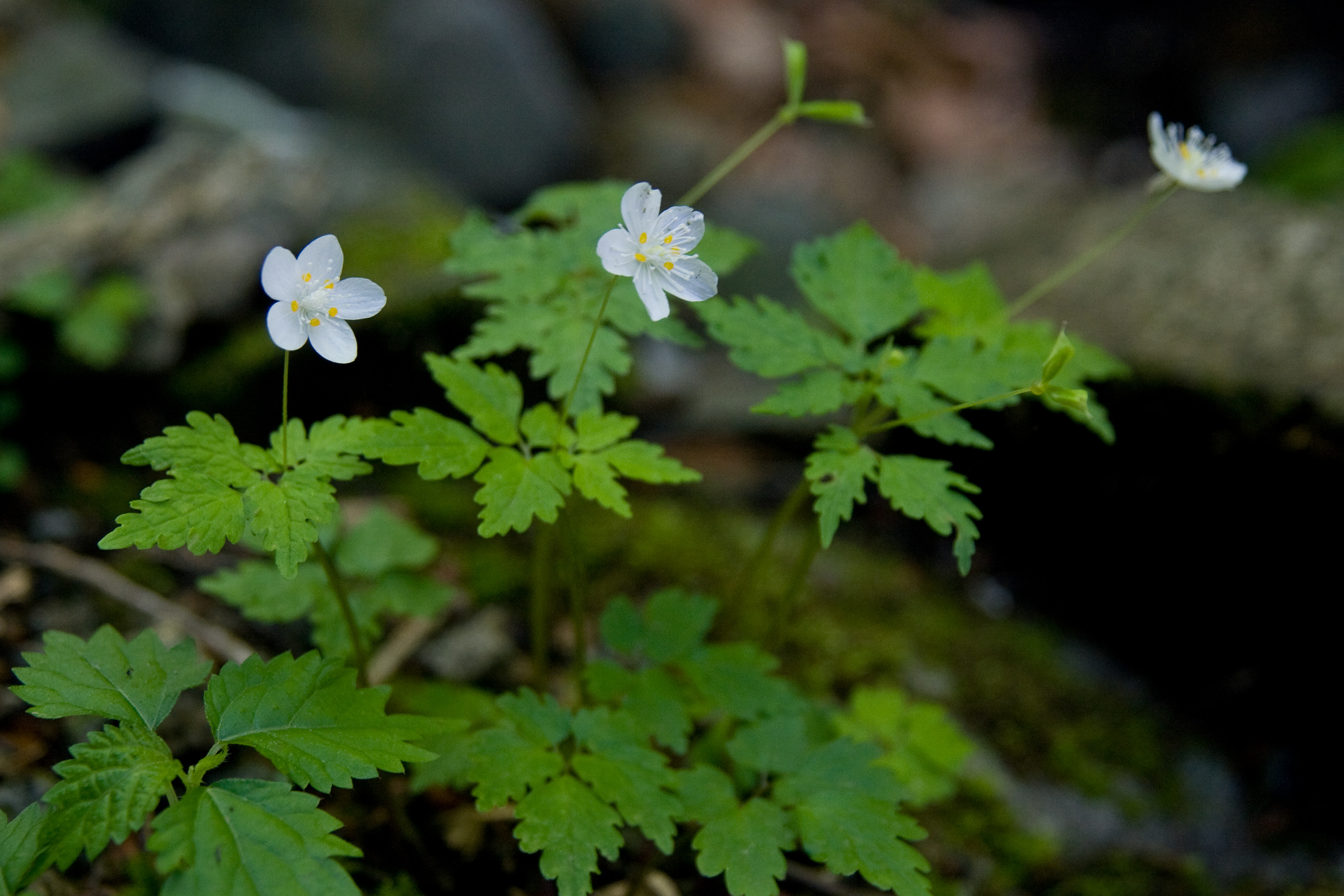